# Yuhanon Mor Militios
Yuhanon Mor Militios (Melecjusz, wł. Yuhanon Elavinamannil, ur. 25 kwietnia 1957 w Omallor) – duchowny Malankarskiego Syryjskiego Kościoła Ortodoksyjnego, będącego częścią Syryjskiego Kościoła Ortodoksyjnego, od 2002 biskup Thumbamon.

## Życiorys
14 września 1976 został wyświęcony na diakona. Święcenia kapłańskie przyjął 5 grudnia 1982. Sakrę biskupią otrzymał 8 grudnia 2002.